# Matteo Tambone
Matteo Mario Tambone (Graz, 14 maggio 1994) è un cestista italiano.

## Carriera
Cresciuto nelle giovanili della Apd Vigna Pia e della Virtus Roma, ha esordito in Serie A nella stagione 2012-2013 nella Virtus Roma allenata da Calvani disputando 13 partite e collezionando 16 punti, 3 assisit, 13 rimbalzi e 3 palle recuperate. In quella squadra che perse la finale scudetto contro la Monte Paschi Siena, giocavano importanti atleti del calibro di Gigi Datome e Gani Lawal. Nella stagione 2013-2014 Matteo Tambone è passato in prestito nel Basket Ravenna in serie A2 Silver. Dopo un primo anno di ambientamento dove ha anche raggiunto i Play Off promozione, ha chiuso la stagione disputando 30 partite e messo a segno 158 punti, 31 assist, 45 rimbalzi e 25 palle recuperate, Tambone nel campionato 2014/15 si è guadagnato il campo per oltre 20 minuti a partita collezionando anche molte ottime prestazioni. Ha concluso la sua avventura in giallorosso disputando in totale tra campionato e Play Off e Coppa Italia 58 partite e mettendo a segno 398 punti, 59 assist, 117 rimbalzi e 38 palle recuperate. ll 13 giugno 2015 è stato impegnato con la nazionale italiana sperimentale nel raduno di Livorno, prima di prendere parte al torneo di Losanna e alla Summer League di Roma vinta dall'Italia. In seguito è stato convocato anche per il secondo raduno con la nazionale sperimentale a Grottaferrata e per la tournée in Cina. DaI 7 agosto 2015 Tambone ha iniziato la sua nuova esperienza in serie A2 in forza alla nuova squadra lombarda della Remer Treviglio. Il 9 gennaio 2015 Tambone è stato convocato da coach Diana (Brescia) per il suo primo All Star Game della carriera giocato a Livorno tra i migliori Under 23 della selezione Est ed Ovest, dove ha messo a segno 5 punti e partecipato alla finale della gara del tiro da 3 punti posizionandosi al 5º posto. La stagione in maglia Remer Treviglio si è chiusa ufficialmente il 23 aprile al Palasport di Legnano con una vittoria terminando la regular season al decimo posto. Per Tambone una grande stagione conclusa con 299 punti, 89 rimbalzi, 57 assist, 32 palle recuperate e 2 titoli di MVP contro Mantova e contro la sua ex squadra di Ravenna.. Nell'estate 2016 Matteo Tambone ritorna a giocare a Ravenna in serie A2 per il suo terzo anno diventando così il playmaker titolare della Orasì allenata da coach Antimo Martino. Conclude la stagione con 40 presenze da titolare tra campionato e play off collezionando 452 punti, 90 assist, 137 rimbalzi, 43 palle recuperate, 448 di Valutazione Lega, 31 match in doppia cifra e stabilendo il suo nuovo personale record di punti in un match 22. La sua Orasì dopo l'incredibile quarto posto in regular season riesce anche nell'impresa di superare per 3-1 negli ottavi play off la Virtus Roma, per 3-0 nei quarti di finale la Tezenis Verona e di cedere solamente in semifinale alla più quotata Virtus Bologna per 3-0. Il 20 giugno 2017 Tambone sottoscrive un contratto biennale con la Pallacanestro Varese facendo il salto di categoria in Serie A. 
Nel luglio del 2020, dopo tre stagioni lascia Varese, venendo ingaggiato dalla Victoria Libertas Pesaro.

## Statistiche
| Stagione        | Squadra                         | Competizione | Partite | Partite | Partite | Statistiche tiro | Statistiche tiro | Statistiche tiro | Altre statistiche | Altre statistiche | Altre statistiche | Altre statistiche | Altre statistiche |
| Stagione        | Squadra                         | Competizione | Pres.   | Titol.  | Minuti  | Tiri da 2        | Tiri da 3        | Liberi           | Rimb.             | Assist            | Rubate            | Stopp.            | Punti             |
| --------------- | ------------------------------- | ------------ | ------- | ------- | ------- | ---------------- | ---------------- | ---------------- | ----------------- | ----------------- | ----------------- | ----------------- | ----------------- |
| 2012-2013       | Virtus Roma                     | Serie A      | 12      | 0       | 62      | 3/5              | 2/2              | 0/0              | 7                 | 1                 | 2                 | 0                 | 12                |
| 2013-2014       | Basket Ravenna                  | DNA Silver   | 28      |         | 524     | 32/70            | 16/64            | 42/53            | 40                | 30                | 24                | 0                 | 154               |
| 2014-2015       | Basket Ravenna                  | Serie A2     | 28      |         | 608     | 46/109           | 31/83            | 47/58            | 72                | 28                | 13                | 0                 | 232               |
| 2015-2016       | Basket Treviglio                | Serie A2     | 30      |         | 796     | 41/98            | 48/140           | 73/86            | 89                | 57                | 30                | 0                 | 299               |
| 2016-2017       | Basket Ravenna                  | Serie A2     | 30      |         | 897     | 50/105           | 53/145           | 66/75            | 88                | 65                | 35                | 4                 | 325               |
| 2017-2018       | Pallacanestro Varese            | Serie A      | 30      | 0       | 510     | 22/57            | 27/85            | 25/31            | 45                | 54                | 12                | 1                 | 150               |
| 2018-2019       | Pallacanestro Varese            | Serie A      | 30      | 1       | 397     | 11/42            | 25/76            | 26/37            | 41                | 29                | 13                | 3                 | 123               |
| 2019-2020       | Pallacanestro Varese            | Serie A      | 15      | 7       | 276     | 11/26            | 17/53            | 9/14             | 39                | 21                | 7                 | 0                 | 82                |
| 2020-2021       | Victoria Libertas Pallacanestro | Serie A      | 26      | 0       | 576     | 27/54            | 24/77            | 48/51            | 51                | 39                | 19                | 3                 | 174               |
| 2021-2022       | Victoria Libertas Pallacanestro | Serie A      | 29      | 0       | 547     | 29/72            | 27/61            | 36/49            | 49                | 48                | 28                | 7                 | 175               |
| Totale carriera |                                 |              |         |         |         |                  |                  |                  |                   |                   |                   |                   |                   |

### Nazionale
| Cronologia completa delle presenze e dei punti in Nazionale - Italia | Cronologia completa delle presenze e dei punti in Nazionale - Italia | Cronologia completa delle presenze e dei punti in Nazionale - Italia | Cronologia completa delle presenze e dei punti in Nazionale - Italia | Cronologia completa delle presenze e dei punti in Nazionale - Italia | Cronologia completa delle presenze e dei punti in Nazionale - Italia | Cronologia completa delle presenze e dei punti in Nazionale - Italia | Cronologia completa delle presenze e dei punti in Nazionale - Italia |
| Data                                                                 | Città                                                                | In casa                                                              | Risultato                                                            | Ospiti                                                               | Competizione                                                         | Punti                                                                | Note                                                                 |
| -------------------------------------------------------------------- | -------------------------------------------------------------------- | -------------------------------------------------------------------- | -------------------------------------------------------------------- | -------------------------------------------------------------------- | -------------------------------------------------------------------- | -------------------------------------------------------------------- | -------------------------------------------------------------------- |
| 20/02/2020                                                           | Napoli                                                               | Italia                                                               | 83 - 64                                                              | Russia                                                               | Qual. Euro 2021                                                      | 0                                                                    | [ 3 ]                                                                |
| 23/02/2020                                                           | Tallinn                                                              | Estonia                                                              | 81 - 87                                                              | Italia                                                               | Qual. Euro 2021                                                      | 0                                                                    | [ 4 ]                                                                |
| Totale                                                               |                                                                      | Presenze                                                             | 2                                                                    |                                                                      | Punti                                                                | 0                                                                    |                                                                      |